# Raymondstone River
Der Raymondstone River ist ein Fluss im Osten von Dominica im Parish Saint David, im Carib Territory.

## Geographie
Der Raymondstone River entspringt mit mehreren Quellbächen am Südhang des Morne Fraser beziehungsweise in den nördlichen Ausläufern des Morne Trois Pitons, im Central Forest Reserve, wo die Berge bei MacLauchlin (MacLarkin) die Grenze zum Parish Saint Andrew bilden. Einer der Quellbäche (⊙, 480 m) reicht dabei fast an das Quellgebiet des Charles Warner Rivers im Norden heran. Die Quellbäche fächern sich vom Morne Fraser nach Westen auf (⊙, ⊙,⊙ 500 m, 520 m), mit dem MacLauchlin River ganz im Südwesten, der hart an der Grenze zum Parish Saint Joseph entspringt.
Die Bäche verlaufen alle nach Südosten und treffen östlich von MacLauchlin zusammen. Nördlich von Raymondstone mündet auch der MacLauchlin River und etwa 800 m weiter östlich, bei Castle Bruce Estate noch der Yellow River von links und Norden, bevor der Fluss östlich von Raymondstone mit dem Belle Fille River zusammenfließt und im Tal von Castle Bruce den gleichnamigen Castle Bruce River bildet.